# Sparegrisens filmrevy nr. 9
|  | Denne artikel er oprettet af botten Steenthbot ud fra en ekstern database. Den kan derfor have sproglige fejl eller mangler. Denne skabelon kan fjernes efter kontrol af indholdet. |

Sparegrisens filmrevy nr. 9 er en dansk dokumentarfilm fra 1958.